# I've Been Loving You Too Long
"I've Been Loving You Too Long", oorspronkelijk bekend als "I've Been Loving You Too Long (To Stop Now)", is een nummer van de Amerikaanse zanger Otis Redding. Het nummer verscheen als single op 19 april 1965. Later dat jaar werd het eveneens uitgebracht op zijn album Otis Blue. Het is gecoverd door onder meer Ike & Tina Turner, die het in 1969 uitbrachten als single en op hun album Outta Season.

## Achtergrond
"I've Been Loving You Too Long" is geschreven door Redding en Jerry Butler en is geproduceerd door Steve Cropper. Het is een langzaam en emotioneel nummer. In 1965 werden er twee versies van het nummer opgenomen. Alhoewel het tempo precies hetzelfde is, is een versie twintig seconden langer dan een andere versie. De albumversie duurt 3:10 minuten en kent een extra couplet. Op de eerste versie wordt de piano gespeeld door Booker T. Jones, op de tweede versie is dit Isaac Hayes. Op het moment van uitgave werd de single de grootste hit van Redding tot dan toe met een 21e plaats in de Amerikaanse Billboard Hot 100 als hoogste notering. In 2003 werd het opgenomen in het National Recording Registry. Daarnaast zette het tijdschrift Rolling Stone het nummer op plaats 111 in hun lijst The 500 Greatest Songs of All Time.
The Rolling Stones coverde "I've Been Loving You Too Long" in 1965, kort nadat de originele versie van Redding een hit werd. Hoewel het in de studio werd opgenomen, verscheen het op hun eerste livealbum Got Live if You Want It! uit 1966. Hiervoor werden concertgeluiden onder de opname geplakt. Redding nam later als bedankje het Rolling Stones-nummer "(I Can't Get No) Satisfaction" op.
Een bekende cover van "I've Been Loving You Too Long" is afkomstig van Ike & Tina Turner. Deze versie verscheen op hun album Outta Season uit 1969 en is geproduceerd door Tina Turner en Bob Krasnow. De single kwam tot plaats 68 in de Billboard Hot 100, terwijl in de Amerikaanse R&B-lijsten plaats 23 werd gehaald. In 1971 werd het opnieuw uitgebracht als single: ditmaal kwam het tot plaats 44 in de R&B-lijsten. Daarnaast werd ook de Nederlandse Top 40 bereikt, met plaats 36 als hoogste notering.
Gerard Joling presenteerde op 29 april 2025 zijn aanstaande single waarop hij het nummer postuum zingt met André Hazes. De Amsterdamse volkszanger bracht het nummer zelf al uit in 1989, Joling voegde zijn vocalen eraan toe.

## Hitnoteringen

### Otis Redding

#### NPO Radio 2 Top 2000
| Nummer met noteringen in de NPO Radio 2 Top 2000 | '00  | '01  | '02  | '03  | '04  | '05  | '06  | '07  | '08  | '09 | '10 | '11 | '12 | '13  | '14  | '15  | '16  | '17  |
| ------------------------------------------------ | ---- | ---- | ---- | ---- | ---- | ---- | ---- | ---- | ---- | --- | --- | --- | --- | ---- | ---- | ---- | ---- | ---- |
| I've Been Loving You Too Long                    | 1264 | 1306 | 1348 | 1086 | 1181 | 1025 | 1108 | 1129 | 1127 | 976 | 901 | 946 | 860 | 1016 | 1064 | 1441 | 1846 | 1748 |

1. ↑  Een vetgedrukt getal geeft de hoogste notering aan.
2. ↑  2000 was het eerste jaar met een notering voor dit nummer.
3. ↑  Deze tabel is bijgewerkt tot en met de laatste editie (2024).

### Ike & Tina Turner

#### Nederlandse Top 40
| Hitnotering: 16-10-1971 t/m 30-10-1971 | Hitnotering: 16-10-1971 t/m 30-10-1971 | Hitnotering: 16-10-1971 t/m 30-10-1971 | Hitnotering: 16-10-1971 t/m 30-10-1971 | Hitnotering: 16-10-1971 t/m 30-10-1971 |
| Week                                   | 1                                      | 2                                      | 3                                      |                                        |
| -------------------------------------- | -------------------------------------- | -------------------------------------- | -------------------------------------- | -------------------------------------- |
| Positie                                | 39                                     | 36                                     | 40                                     | uit                                    |

1. ↑  Jarige Gerard Joling brengt duet met wijlen André Hazes uit, AD, 29 april 2025